# Vijf straffen
De Vijf Straffen (五刑, Wǔ Xíng) vormden tijdens het keizerrijk eeuwenland de basis voor het Chinese strafrecht. Het concept van de Vijf Straffen is duizenden jaren oud, maar vanaf de Sui-dynastie (581-618) werden de Vijf Straffen steevast opgenomen in de wetboeken die elke dynastie bij haar stichting publiceerde. In deze wetboeken werd vastgelegd welke straf bij welke misdaad diende te worden toegepast. Het concept van de Vijf Straffen werd ook in andere landen in Oost-Azië toegepast.
Inhoudelijk veranderden de straffen wel in de loop der tijd, maar het concept van vijf bleef daarbij steeds gehandhaafd.

## Oorsprong

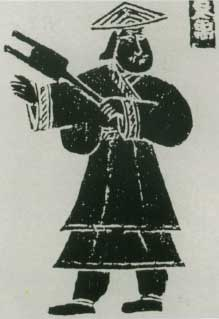
Yu de Grote

Een van de oudste verwijzingen naar de Vijf Straffen is te vinden in het Boek der Documenten (shujing) uit de tijd van de Zhou-dynastie (eind 10e eeuw voor Christus - 256 voor Christus). Volgens dit document waren de Vijf Straffen voor het eerst toegepast door de Miao en had de mythische Gele Keizer (circa 2500 voor Christus) deze van hen overgenomen.
Gedurende de daarop volgende Xia-dynastie (2070 v.Chr. - 1600 v.Chr.) zou de zoon Xia Qi van Yu de Grote deze straffen hebben ingesteld:
1. Het voorhoofd of gezicht tatoeëren qíng 黥
2. De neus afsnijden yì 劓
3. Amputatie van één of twee voeten yuè 刖
4. Castratie
5. Doodstraf

## Han-dynastie
De vijf straffen golden vanaf de Xia-dynastie in de Shang-dynastie (1600 - 1046 v.Chr.) en de Zhou-dynastie (1046 - 256 v.Chr.).
Keizer Wen van de Han-dynastie schafte de "Vijf Straffen voor Slaven" af op voorstel van mevrouw Chunyu Tiying 淳于缇萦 en verving ze door de "Vijf Straffen voor Horigen". Gedurende de westerse Han-dynastie werden tatoeëring en amputatie afgeschaft.
1. Mò 墨 of qíng 黥 tatoeage op het voorhoofd of het gezicht met onuitwisbare Chinese inkt (voor 1000 misdaden)
2. Yì 劓, de neus afsnijden (1000 misdaden)
3. Yuè 刖 of bìn 膑/臏 gedurende de Xia-dynastie en zhǎnzhǐ 斩趾 gedurende de Qin-dynastie, amputeren van één of twee voeten of van de knieschijf o.a. bij Sun Bin gedurende de Periode van de Strijdende Staten (500 misdaden)
4. Gōng 宫 of yínxíng 淫刑 of fǔxíng 腐刑 castratie met wegsnijden van penis en teelballen, waarna de veroordeelde als eunuch in het keizerlijk paleis moest werken. De straf gold voor seksuele misdrijven zoals verkrachting en overspel. (300 misdaden)[7][8]
5. Dà Pì 大辟, doodstraf: (200 misdaden)
  1. vierendelen fēn wéi lù 分为戮
  2. chēliè 车裂; levend koken
  3. pēng 烹; onthoofding
  4. xiāoshǒu 枭首; wurging of jiǎo 绞
  5. Dood door duizend sneden língchí 凌迟

## Sui-dynastie
Vanaf de Sui-dynastie en de Tang-dynastie die regeerden van 581 - 907 werden ze vervangen door onderstaande straffen. De lichtste twee waren varianten op geselen, gevolgd door dwangarbeid en deportatie. De zwaarste straf was de doodstraf.
1. Geselen met bamboe
2. Stokslagen
3. Dwangarbeid
4. Verbanning
5. Doodstraf

## Tot de Qing-dynastie

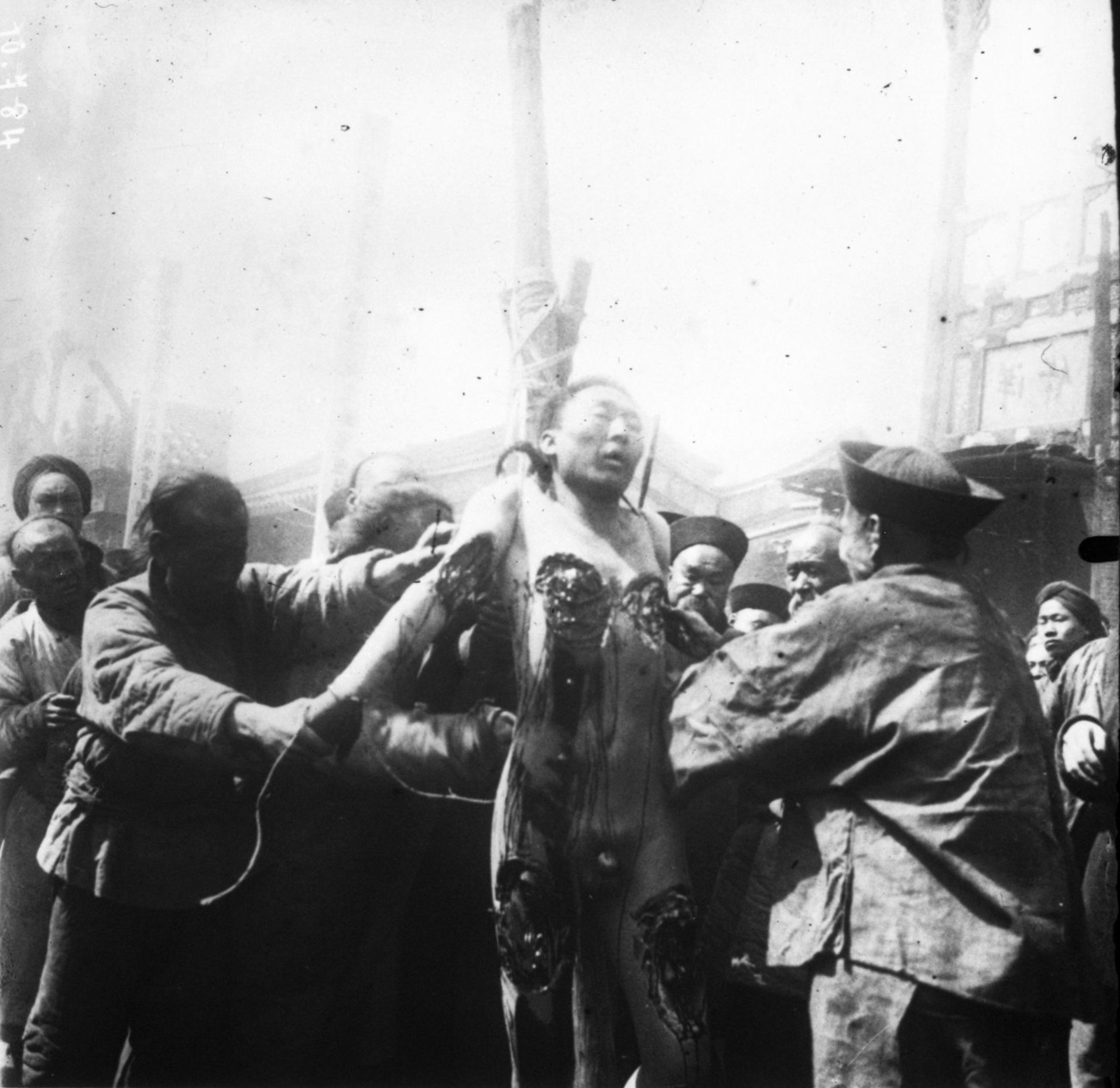
Dood door duizend sneden te Beijing in april 1905 op Fou-Tchou-Li

In de Sui-dynastie kregen de Vijf Straffen de vorm die ze tot de laatste keizerlijke dynastie (de Qing) zouden. De straffen waren in bepaalde gevallen afkoopbaar. Ter vergelijking: tijdens de regering van Keizer Qianlong (1736 – 1795) bedroeg het gemiddelde dagloon van een bouwarbeider in de provincie Zhili 0,72 koperen wén 文. Een guàn 贯/貫 was 1000 wén.
1. Chī 笞, slagen op de billen met een lichte bamboestok.
  1. 10 slagen, afkoopbaar met 600 koperen wén (文)
  2. 20 slagen, afkoopbaar met 1 guàn (贯/貫) en 200 wén
  3. 30 slagen, afkoopbaar met 1 guàn en 800 wén
  4. 40 slagen, afkoopbaar met 2 guàn en 400 wén
  5. 50 slagen, afkoopbaar met 3 guàn
2. Zhàng 杖, stokslagen op de rug, benen of billen
  1. 60 stokslagen, afkoopbaar met 3 guàn en 600 wén
  2. 70 stokslagen, afkoopbaar met 4 guàn en 200 wén
  3. 80 stokslagen, afkoopbaar met 4 guàn en 800 wén
  4. 90 stokslagen, afkoopbaar met 5 guàn en 400 wén
  5. 100 stokslagen, afkoopbaar met 6 guàn
3. Tú 徒, dwangarbeid
  1. 1 jaar dwangarbeid plus 60 stokslagen, afkoopbaar met 12 guàn
  2. 1,5 jaar dwangarbeid plus 70 stokslagen, afkoopbaar met 15 guàn
  3. 2 jaar dwangarbeid plus 80 stokslagen, afkoopbaar met 18 guàn
  4. 2,5 jaar dwangarbeid plus 90 stokslagen, afkoopbaar met 21 guàn
  5. 3 jaar dwangarbeid plus 100 stokslagen, afkoopbaar met 24 guàn
4. Liú 流, verbanning
  1. 2000 lĭ (里) plus 100 stokslagen, afkoopbaar met 30 guàn
  2. 2500 lǐ plus 100 stokslagen, afkoopbaar met 33 guàn
  3. 3000 lǐ plus 100 stokslagen, afkoopbaar met 36 guàn
5. Sĭ 死, doodstraf. De doodstraf was afkoopbaar met 42 guàn. Vanaf de Sui-dynastie en de Tang-dynastie waren er eerst twee en later drie mogelijkheden:
  1. Wurging jiǎo 絞/绞
  2. Onthoofding zhǎn 斩/斬
  3. Dood door duizend sneden língchí 凌迟 Vanaf de Song-dynastie (970 – 1279)

## Vrouwen

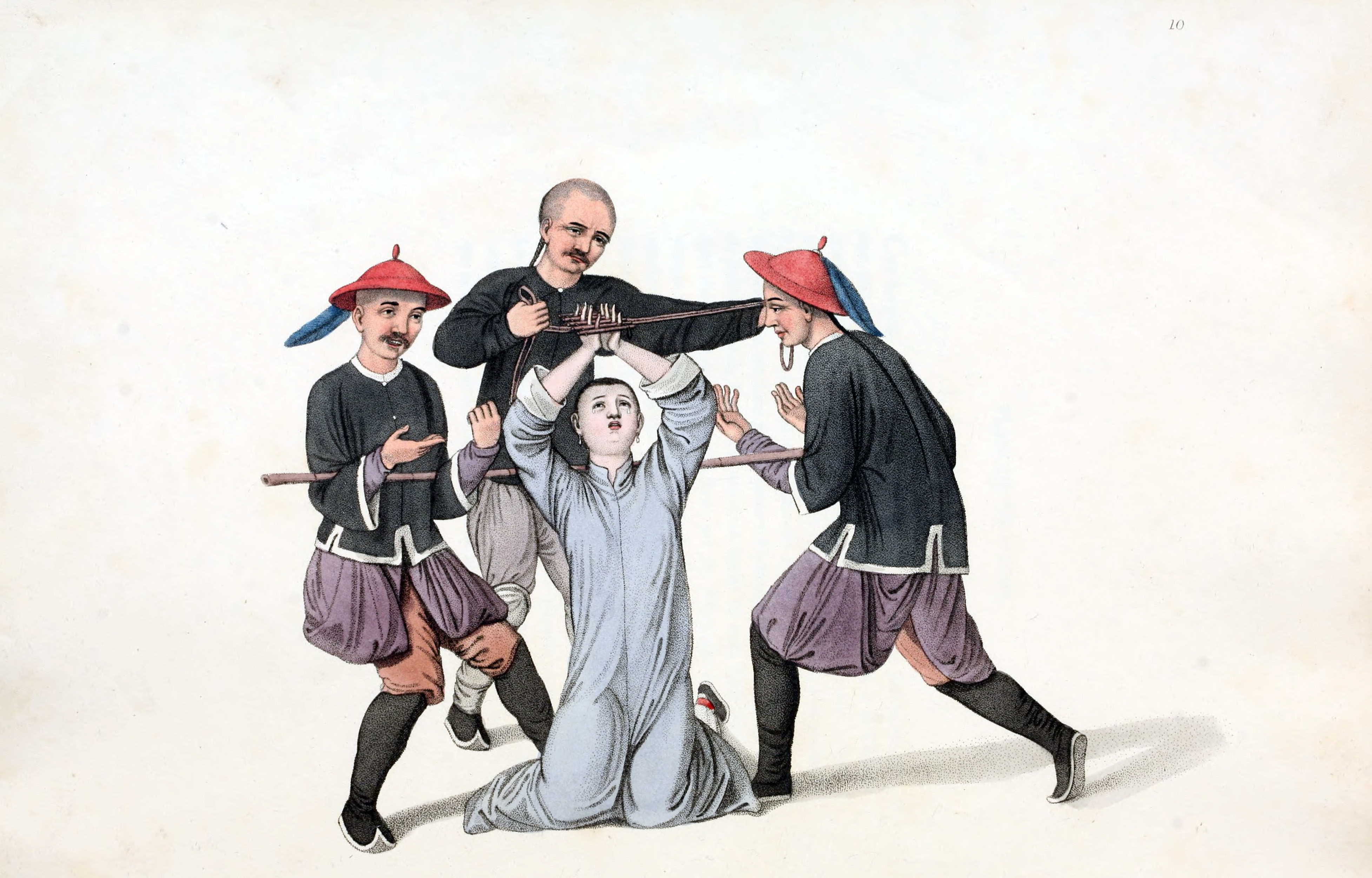
Marteling van de vingers, voor 1801

Voor vrouwen golden andere straffen:
1. Xíngchōng 刑舂, verplicht graan malen
2. Zǎnxíng 拶刑 of zǎnzhĭ 拶指, de vingers pletten tussen stokken
3. Zhàngxíng 杖刑, stokslagen
4. Gōngxíng 宫刑, opsluiting
5. Cìsǐ 赐死, gedwongen zelfmoord